# Werner Müller (Fußballspieler, 1937)
Werner Müller (* 15. März 1937) ist ein ehemaliger deutscher Fußballspieler. Für Rotation Babelsberg spielte er 1958 in der DDR-Oberliga, der höchsten Liga im DDR-Fußball.

## Sportliche Laufbahn
In der Rückrunde der Saison 1958 (Kalenderjahr-Spielrhythmus) fiel bei der Betriebssportgemeinschaft (BSG) Rotation Babelsberg der bisher als Stürmer eingesetzte Klaus Selignow für den Rest der Oberligasaison aus. Für ihn rückte der 21-jährige Werner Müller nach, der bisher keine Erstligaerfahrung aufzuweisen hatte. Babelsbergs Trainer Helmut Jacob experimentierte lange mit seinem Neuling und brachte ihn zunächst zweimal als Einwechselspieler aufs Feld. Anschließend stand Müller zwar bis zum Saisonende mit einer Ausnahme stets in der Startelf, pendelte aber bis zum 22. Spieltag zwischen Angriff und Mittelfeld hin und her. Erst in den letzten vier Spieltagen hatte Jacob mit der rechten Mittelfeldseite Müllers endgültige Position gefunden. Damit war Müller in dieser Spielzeit auf dreizehn Oberligaeinsätze gekommen, hatte jedoch kein Tor erzielen können. Die BSG Rotation beendete die Saison als Absteiger in DDR-Liga. Dort war Werner Müller in den Spielzeiten 1959 und 1960 Stammspieler und verpasste von 52 Ligaspielen nur vier Begegnungen. 1959 gelang ihm ein Tor, in der folgenden Saison kam er auf zwei Treffer.
Am 1. Januar 1961 wurde die 1. Fußballmannschaft der BSG Rotation Babelsberg zum neu gegründeten SC Potsdam transferiert, der den DDR-Liga-Platz übernahm. Der DDR-Fußball kehrte wieder zum Sommer-Frühjahr-Rhythmus zurück, dazu mussten in der DDR-Liga vom Februar 1961 bis zum Juni 1962 39 Spiele ausgetragen werden. In dem durch mehrere Neuzugänge erweiterten Kader verlor Werner Müller seinen bisherigen Stammplatz. In der ersten Potsdamer Saison kam er noch auf zwölf Ligaeinsätze, danach spielte er nur zwei- bzw. neunmal. Stattdessen wurde er überwiegend in der 2. Mannschaft eingesetzt, der er 1962 zur Bezirksmeisterschaft und zum Aufstieg in die drittklassige II. DDR-Liga verhalf. Erst 1964/65 wurde er in den 30 Ligaspielen noch einmal in 16 Punktspielen aufgeboten und schoss dabei seine einzigen zwei Tore für den SC Potsdam. Danach beendete  Werner Müller erst 28-jährig seine Laufbahn als Leistungsfußballer.